# Arnold Ehret

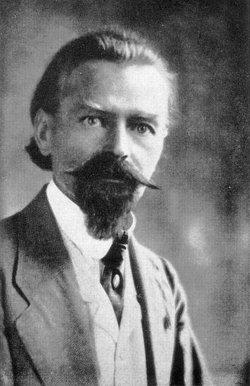
Arnold Ehret, ca. 1922

Arnold Ehret (* 25. Juli 1866 in Sankt Georgen (Freiburg im Breisgau); † 9. Oktober 1922 in Los Angeles) war ein deutscher Naturheilkundler und Buchautor. Seine Thesen zur Verjüngung und Heilung von Krankheiten durch eine vegetarische Diät mit hohem Fruchtanteil und Fasten erfreuten sich vor allem in den USA bis in die 1970er Jahre großer Beliebtheit. Man sprach dort sogar vom „Ehretism“.

## Leben

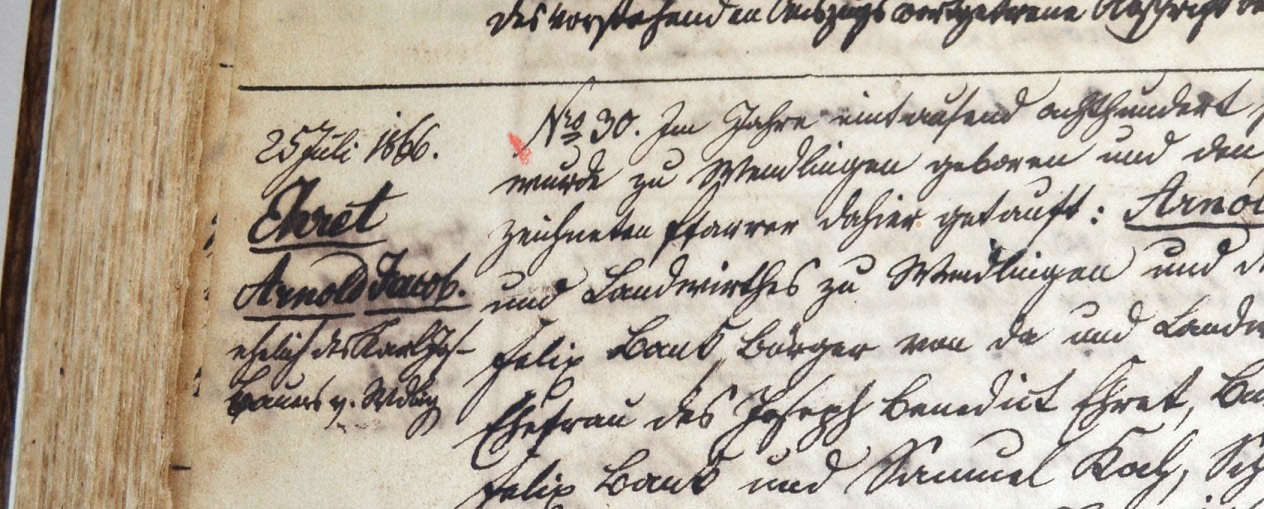
Arnold Ehret, Eintrag im St. Georgener Geburtsregister

Ehret wuchs in Sankt Georgen (Freiburg im Breisgau) bei Freiburg auf. Sein Vater war Landwirt, sein Großvater Tiermediziner. Arnold Ehret studierte in Baden-Baden (Design) und Frankfurt, wo er anschließend an einer Schule als Lehrer tätig war. Seine Einberufung zum Militär im Jahr 1887 war nur kurzzeitig, denn man diagnostizierte bei ihm eine Herzerkrankung. Sein Gesundheitszustand verschlechterte sich. Zehn Jahre später hätten 24 Fachärzte, die er angeblich konsultierte, eine unheilbare chronische Nierenentzündung festgestellt. Auf mehreren Reisen nach Berlin, Nordafrika, Südfrankreich und Italien meinte Ehret, dass Fasten und das Essen frischer Früchte seinen Krankheitszustand nachhaltig besserten.
Um diese persönlichen Erfahrungen herum begann Ehret Ende des 19. Jahrhunderts, seine eigene Ernährungstheorie aufzubauen. Im Jahr 1899 lernte er in Oranienburg die industriekritische Lebensreform-Bewegung kennen und schloss sich den Vitalisten an. Im Jahr 1909 erschien sein erster Artikel über den Stoffwechsel und das Fasten. Er bezeichnete sich als "Fastenkünstler". Ab dem 26. Juni 1909 fastete er angeblich 49 Tage und stellte damit einen Weltrekord auf.
Sein Interesse an Früchten führte ihn vor Beginn des Ersten Weltkriegs mit dem Transatlantikdampfer George Washington über New York nach Kalifornien. Dort lernte er den Pflanzenzüchter Luther Burbank und seinen späteren Verleger, den deutschstämmigen Lebensreform-Anhänger Benedict Lust, kennen. Der Erste Weltkrieg in Europa hinderte Ehret an der Rückkehr nach Deutschland, sodass er sich in Mount Washington, einem Stadtteil von Los Angeles, niederließ.

## Ernährungsthesen / Veröffentlichungen
Ehrets Ernährungsthesen verstehen den menschlichen Körper ganz im Sinne des Expressionismus als „Sauerstoff-Maschine“. Die Maschine benötige zum Basisbetrieb nur Sauerstoff (Fasten). Alles Schleimige schade ihr (Fleisch, Milch, Kartoffeln, Reis etc.). Der ideale Begleiter des Sauerstoffs war in Ehrets Vorstellung möglichst reiner Fruchtzucker, wie er in Obst vorkommt. Seine empfohlene Diät für jedermann ließ neben Obst nur Nüsse und solche Gemüsesorten zu, die keine Stärke enthielten. Sein 1911 geschriebenes Buch „Kranke Menschen. Der gemeinsame Grundfaktor im Wesen aller Krankheiten, des Alterns und des Todes“ brachte diese Ideen auf den Punkt und wurde, übersetzt ins Englische, ein Bestseller in den USA. Andere Veröffentlichungen folgten, unter anderem:
- Die Schleimfreie Heilkost: Für alle, die gesund werden und gesund bleiben wollen. Eine Methode, sich ‘gesund zu essen‘, 1923
- Allgemeiner Lehrbrief für Faster und Gesundesser mit Anweisungen über schleimlose Diät. Bellinzona 1923
- Lehr- und Fastenbrief. Praktische Nutzanwendung zu „Kranke Menschen“ und „Lebensfragen“, 1923
- Verjüngung auf natürlichem Wege, 1924

## Comeback und Wertung
Seine industriekritische Grundhaltung und ganzheitliche Sicht auf einen „reinen Körper“ erlebte in der Hippie-Bewegung der 1960er Jahre ein Comeback. Unter anderem war der Apple-Gründer Steve Jobs ein Anhänger des Ehretismus und ernährte sich jahrelang nur von Obst und Säften. Für viele Menschen gilt Ehret als einer der Begründer moderner Rohkost-Diäten.
Ehrets Einfluss beschränkte sich im Wesentlichen auf die USA. Sein Name wurde in der deutschen Presse der Zeit selten erwähnt, die Londoner Times nahm Arnold Ehret mit keinem Artikel wahr.

## Tod
Am 9. Oktober 1922 stürzte Ehret nach einem ausverkauften Vortrag (Thema: „Health Thru Fasting“ – deutsch Gesundheit durch Fasten) vor einem Hotel in Los Angeles rücklings mit dem Kopf auf den Asphalt, erlitt einen Schädelbruch und starb 56-jährig an dessen Folgen.